# Rozătoare
Rozătoarele (lat.: Rodentia, din rodere - „a roade”) sunt un ordin de mamifere. Cele mai mari dimensiuni le atinge capibara din America de Sud.
Caracteristicile esențiale ale ordinului, caracteristici care au dus la crearea acestuia și încadrarea sa cu specii sunt:
1. pielea cu păr; cel mult amfibii; dentiție heterodontă și difiodontă;
2. membrele anterioare și posterioare terminate cu gheare;
3. mamifere neadaptate la zbor (fără patagiu); înălțimea mandibulei în dreptul caninului mai mică decât înălțimea mandibulei măsurată în dreptul ultimului molar;
4. urechile mai scurte decât două lățimi. Incisivii superiori nu au formă de daltă, lipsește a doua pereche de incisivi de la fața lor linguală;
5. o singură pereche de incisivi superiori; diastema prezentă.

Ordin caracterizat prin lipsa caninilor și printr-o dezvoltare mare a incisivilor, cu ajutorul cărora pot roade. Ei sunt cei mai numeroși mamiferi, aproximativ o treime din numărul total. În această grupă se includ veverițele, șoarecii, șobolanii, castorii, țistarii, câinii de prerie și cobaii. Ele sunt animale erbivore. Deoarece incisivii nu au rădăcini, ei cresc mereu. Numai rozând, dinții se tocesc. Sistemul digestiv este de dimensiuni mari, având un intestin foarte lung și un apendice cecal dezvoltat. Ei au mai multe medii de trai: arboricol (veverițe), semiacvatic (castorii, nutriile), semisubteran (șoarecii-de-câmp, țistarii). Rozătoarele se înmulțesc repede, puii născându-se goi și orbi.

## Clasificare
Ordinul Rodentia este împărțit în subordine, infraordine, suprafamilii și familii. Mai jos este prezentat un model clasic de clasificare:
- 'Ordinul Rodentia

- Subordin Sciurognathi
  - Infraordin Sciurida
    - Familia Sciuridae: veverițe
    - Familia Aplodontiidae: castor de munte

  - Infraordin Castorimorpha
    - Familia Castoridae: castori

  - Infraordin Anomaluromorpha
    - Familia Anomaluridae: veverițe cu coadă solzoasă
    - Familia Pedetidae

  - Infraordin Ctenodactylomorpha
    - Familia Ctenodactylidae: gundi

  - Infraordin Glirimorpha
    - Familia Gliridae: pârși

  - Infraordin Geomorpha
    - Familia Geomyidae
    - Familia Heteromyidae: șobolan cangur și șoarece cangur

  - Infraordin Myodonta
    - Suprafamilia Dipodoidea
      - Familia Zapodidae: șoareci săritori
      - Familia Dipodidae: jerboa

    - Suprafamilia Muroidea
      - Familia Platacanthomyidae: pârș spinos
      - Familia Spalacidae: șobolani cârtiță, șobolani de bambus și zokori
      - Familia Calomyscidae: hamsteri asemănători șoarecelor
      - Familia Nesomyidae: șoareci cățărători, șoareci de stâncă, șobolan cu coadă albă, șobolani și șoareci Malagasy
      - Familia Cricetidae: hamsteri, șoareci și șobolani din Lumea Nouă
      - Familia Muridae: șoareci și șobolani adevărați, gerbili, șoareci spinoși, șobolan crestat

- Subordin Hystricognathi
  - Familia Diatomyidae: șobolan de stâncă
  - Familia Hystricidae: porci spinoși din Lumea Veche
  - Familia Erethizontidae: porci spinoși din Lumea Nouă
  - Familia Thryonomyidae
  - Familia Petromuridae
  - Familia Bathyergidae: șobolani cârtiță africani
  - Infraordin Caviomorpha
    - Familia Octodontidae: octodonți
    - Familia Echimyidae: șobolani spinoși
    - Familia Capromyidae: hutii
    - Familia †Heptaxodontidae: hutii uriașe
    - Familia Myocastoridae: nutrii
    - Familia Dasyproctidae: agouti
    - Familia Dinomyidae: pacaranas
    - Familia Caviidae: cavii și cobaii
    - Familia Chinchillidae: chinchilla și viscacha
    - Familia Abrocomidae: chinchilla
    - Familia Ctenomyidae: tuco-tuco